# Bellechasse—Les Etchemins—Lévis
Pour les articles homonymes, voir Lévis (homonymie) et Bellechasse (homonymie).
Circonscription électorale fédérale du Canada
Bellechasse—Les Etchemins—Lévis (appelée Lévis—Bellechasse des élections de 2004 jusqu'à celles de 2015) est une circonscription électorale fédérale au Québec (Canada).
La circonscription se trouve au sud de Québec et couvre une bande entre la banlieue outre-fleuve de ce dernier et la frontière américaine. Elle se trouve dans la région québécoise de Chaudière-Appalaches.

## Géographie
Elle est constituée des MRC de Bellechasse et la plupart des Etchemins, ainsi que la partie est de la ville de Lévis. La circonscription inclus aussi les municipalités de Beaumont, Lac-Etchemin, Saint-Anselme, Saint-Damien-de-Buckland, Saint-Henri et Sainte-Claire.
Les circonscriptions limitrophes sont Beauce, Lotbinière—Chutes-de-la-Chaudière et Montmagny—L'Islet—Kamouraska—Rivière-du-Loup.

## Historique
La circonscription de Lévis—Bellechasse a été créée en 2003 à partir des circonscriptions de Lévis-et-Chutes-de-la-Chaudière et de Bellechasse—Etchemins—Montmagny—L'Islet. Lors du redécoupage électoral de 2013, ses limites n'ont pas été modifiées, mais elle a été renommée Bellechasse–Les Etchemins–Lévis

## Députés

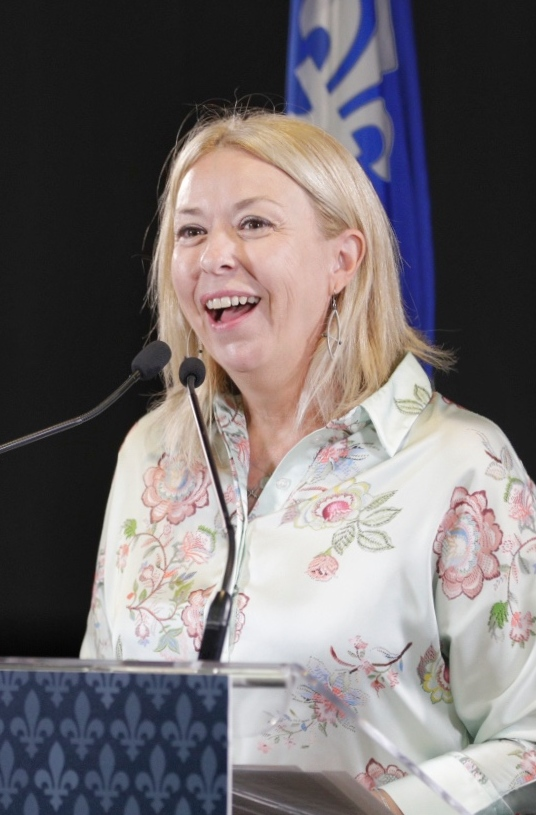
Dominique Vien est la députée de Bellechasse-Les Etchemins-Lévis depuis 2021

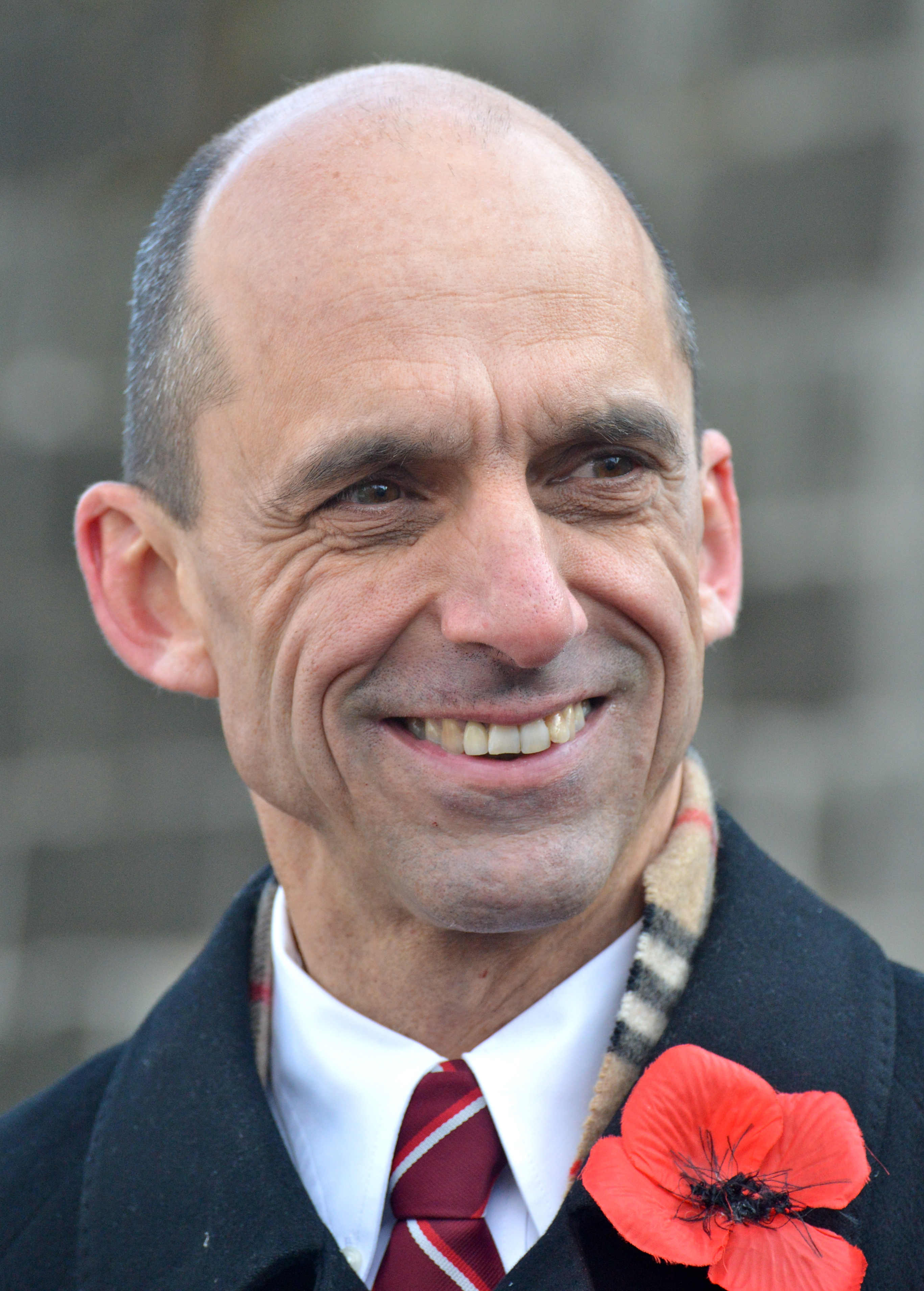
Steven Blaney est le député de la circonscription de 2006 à 2021

| Législature                                                                                           | Années          | Député         | Parti | Parti          |
| --- | --------------- | -------------- | ----- | -------------- |
| Lévis—Bellechasse issue de Lévis-et-Chutes-de-la-Chaudière et Bellechasse—Etchemins—Montmagny—L'Islet |                 |                |       |                |
| 38e                                                                                                   | 2004 – 2006     | Réal Lapierre  |       | Bloc québécois |
| 39e                                                                                                   | 2006 – 2008     | Steven Blaney  |       | Conservateur   |
| 40e                                                                                                   | 2008 – 2011     | Steven Blaney  |       | Conservateur   |
| 41e                                                                                                   | 2011 – 2015     | Steven Blaney  |       | Conservateur   |
| Bellechasse—Les Etchemins—Lévis                                                                       |                 |                |       |                |
| 42e                                                                                                   | 2015 – 2019     | Steven Blaney  |       | Conservateur   |
| 43e                                                                                                   | 2019 – 2021     | Steven Blaney  |       | Conservateur   |
| 44e                                                                                                   | 2021 – 2025     | Dominique Vien |       | Conservateur   |
| 45e                                                                                                   | 2025 – en cours | Dominique Vien |       | Conservateur   |

## Résultats électoraux
|       | Candidat                | Parti          | # de voix | % des voix |
|       | (sortant) Steven Blaney | Conservateur   | +31 872,  | 50,92 %    |
|       | Antoine Dubé            | Bloc québécois | +07 217,  | 11,53 %    |
|       | Jacques Turgeon         | Libéral        | +12 961,  | 20,71 %    |
|       | Jean-Luc Daigle         | NPD            | +08 516,  | 13,6 %     |
|       | André Bélisle           | Vert           | +02 032,  | 3,25 %     |
| Total | Total                   | Total          | 62 598    | 100 %      |

|       | Candidat                | Parti          | # de voix | % des voix |
|       | (sortant) Steven Blaney | Conservateur   | +25 850,  | 43,95 %    |
|       | Danielle-Maude Gosselin | Bloc québécois | +08 757,  | 14,89 %    |
|       | Francis Laforesterie    | Libéral        | +03 421,  | 5,82 %     |
|       | Nicole Laliberté        | NPD            | +19 890,  | 33,81 %    |
|       | Sacha Dougé             | Vert           | +00903,   | 1,54 %     |
| Total | Total                   | Total          | 58 821    | 100 %      |

|       | Candidat                | Parti              | # de voix | % des voix |
|       | (sortant) Steven Blaney | Conservateur       | +24 785,  | 45,9 %     |
|       | Guy Bergeron            | Bloc québécois     | +13 747,  | 25,46 %    |
|       | Pauline Côté            | Libéral            | +08 130,  | 15,06 %    |
|       | Gabriel Biron           | NPD                | +05 856,  | 10,84 %    |
|       | Lynne Champoux-Williams | Vert               | +01 370,  | 2,54 %     |
|       | Normand Fournier        | Marxiste-léniniste | +00113,   | 0,21 %     |
| Total | Total                   | Total              | 54 001    | 100 %      |